# Анета Димитрова
Анета (Антоанета) Николова Димитрова е българска актриса.

## Биография
Родена е на 14 януари 1898 г. в Прага. Учи гимназия в Прага. От 1916 г. е стажант-актриса в Народния театър. От 1918 до 1919 г. играе на сцената на Плевенски общински театър. В периода 1919-1943 г. последователно играе в Пловдивски общински театър, Свободен театър, Русенски областен театър, Бургаски областен театър, Софийски областен театър, Кооперативен народен театър, Старозагорски областен театър и Южнобългарски областен театър. Между 1948 и 1963 г. е актриса в Народен театър на младежта в София. През 1952 г. е удостоена със званието „заслужила артистка“. Почива на 10 март 1992 г. в София.

## Роли
Анета Димитрова има множество роли в театъра, по-значимите са:
- Мария – „Иванко“ от Васил Друмев
- Тамара – „Борислав“ от Иван Вазов
- Кака Гинка – „Под игото“ от Иван Вазов
- Малама – „Вампир“ от Антон Страшимиров
- Катюша – „Възкресение“ от Лев Толстой
- Грушенка – „Братя Карамазови“ от Фьодор Достоевски
- Дездемона – „Отело“ от Уилям Шекспир
- Лейди Милфорд – „Коварство и любов“ от Фридрих Шилер[1]